# Tôn Thiệu
Tôn Thiệu (giản thể: 孙邵; phồn thể: 孫邵; bính âm: Sūn Shào, 162-225) là thừa tướng đầu tiên của nước Đông Ngô thời Tam Quốc trong lịch sử Trung Quốc. Ông phục vụ cho chính quyền Đông Ngô của họ Tôn nhưng không phải là người trong tông tộc họ Tôn.

## Sự nghiệp
Tôn Thiệu tự là Trường Tự, người Bắc Hải thuộc Thanh châu.
Cuối thời Đông Hán, Khổng Dung làm tướng quốc nước Bắc Hải, thấy Tôn Thiệu có tài, bèn dùng ông làm công tào và khen ngợi ông.
Sau đó ông đến Dương châu làm quan dưới quyền thứ sử Lưu Do. Lưu Do thất bại, Tôn Thiệu đi theo Tôn Sách.
Tôn Sách mất (200), Tôn Thiệu lại phục vụ Tôn Quyền. Ông khuyên Tôn Quyền nên dâng biểu và cống nạp triều đình Hán Hiến Đế ở Hứa Xương đang do quyền thần Tào Tháo thao túng. Tôn Quyền làm theo và giữ được quan hệ hữu hảo bên ngoài với họ Tào. Vì vậy Tôn Quyền tín nhiệm ông.
Sau đó Tôn Quyền phong Tôn Thiệu làm Thái thú Lư Lăng thay cho Lý Thuật (làm phản bị giết). Năm 209 sau khi thắng trận Xích Bích, ông được phong làm Trưởng sử Xa kị tướng quân (lúc này Tôn Quyền đang làm Xa kị tướng quân).
Năm 220, Tào Phi (con Tào Tháo) cướp ngôi nhà Hán lập ra nhà Tào Ngụy. Tôn Quyền có mâu thuẫn với Lưu Bị về việc chiếm Kinh châu nên quay sang hàng Tào Ngụy, được phong là Ngô vương. Tôn Quyền đặt niên hiệu Hoàng Vũ. Khi Tôn Quyền muốn chọn người làm thừa tướng, mọi người đều nghĩ người được chọn sẽ là Trương Chiêu. Nhưng cuối cùng Tôn Quyền chọn Tôn Thiệu trao chức vụ này.
Sử sách không nêu rõ thành tích chính trị của Tôn Thiệu khi làm thừa tướng. Sử gia Lê Đông Phương cho rằng có thể ông có vai trò nhất định trong việc thay đổi chính sách ngoại giao của Tôn Quyền: khi mới thụ phong Ngô vương đang thân với Tào Ngụy và thù địch với Thục Hán (vì vụ Kinh châu), nhưng qua vài năm đã từ chối yêu sách đưa con tin của Tào Phi và quay sang nối lại quan hệ với Thục Hán (Lưu Thiện).
Tháng 2 năm 225, Tôn Thiệu qua đời, thọ 64 tuổi. Tôn Quyền cử Cố Ung thay ông làm thừa tướng.